# Mwene-Ditu
Mwene-Ditu er en by i den  sydlige del af Demokratiske Republik Congo i Lomami-provinsen. Byen havde 2012 195.622 indbyggere.

## Historie
Byen Mwene Ditu blev oprettet ved Presidential Order Act nr. 43/2003 af 28. marts 2003 på anmodning, og efter forslag fra en national rådgiver, om forsvar og sikkerhed under overgangen fra den globale og inkluderende aftale, underskrevet i Sun City, Sydafrika i 2003.
Dens betydning stammer fra dens strategiske position på de rige uudviklede områder med turist og landbrugs potentiale,  i nærheden af byen Mbuji-Mayi, der er hovedstad i provinsen Kasai Oriental, 126 km   Mwene-Ditu mod nord. Alt passerer gennem Mwene-Ditu.

## Transport
Byen har en station på det nationale jernbanesystem.
Mwene-Ditu Lufthavn ligger i den nordvestlige ende af byen.
Mwene-Ditu ligger ved nationalvej 1 (N1) og er endestationen på nationalvej 40 (N40) 